# Campionato bulgaro di calcio a 5 2006-2007
Il Campionato bulgaro di calcio a 5 2006-2007 è stata la quinta edizione del massimo campionato di calcio a 5 della Bulgaria, giocato nella stagione 2006-07 con la formula del girone unico con playoff finali, e che ha visto la vittoria finale del Piccadilly Varna, al suo secondo titolo di Bulgaria.

## Classifica finale
| Pos | Squadra                       | Pti | G  | V  | N | P | GF | GS |
| --- | ----------------------------- | --- | -- | -- | - | - | -- | -- |
| 1   | Piccadilly Varna              | 30  | 10 | 10 | 0 | 0 | 84 | 19 |
| 2   | Mladost Sofia                 | 24  | 10 | 8  | 0 | 2 | 52 | 36 |
| 3   | Mirinex Russe                 | 21  | 10 | 7  | 0 | 3 | 51 | 43 |
| 4   | Nadin Sofia                   | 18  | 10 | 6  | 0 | 4 | 43 | 30 |
| 5   | Vekta Plovdiv                 | 18  | 10 | 6  | 0 | 4 | 52 | 47 |
| 6   | Akademika Miks Sofia          | 18  | 10 | 6  | 0 | 4 | 40 | 38 |
| 7   | Minior Energetik Stara Zagora | 12  | 10 | 4  | 0 | 6 | 34 | 54 |
| 8   | I&G Brokers Varna             | 9   | 10 | 3  | 0 | 7 | 35 | 46 |
| 9   | Delfini Varna                 | 9   | 10 | 3  | 0 | 7 | 45 | 57 |
| 10  | Moni Gabrovo                  | 3   | 10 | 1  | 0 | 9 | 32 | 58 |
| 11  | FK G Sofia                    | 3   | 10 | 1  | 0 | 9 | 20 | 60 |

## Play-off

### Quarti di andata
|  | SC Piccadilly Varna | 13 – 0 | Delfini Varna |  |

|  | Mladost Sofia | 5 – 3 | Minor Energetik |  |

|  | Mirinex Russe | 6 – 4 | Nadin Sofia |  |

|  | Akademika Miks | 9 – 6 | Vekta Plovdiv |  |

### Quarti di ritorno
|  | Delfini Varna | 0 – 14 | SC Piccadilly Varna |  |

|  | Minor Energetik | 3 – 6 | Mladost Sofia |  |

|  | Nadin Sofia | 4 – 0 | Mirinex Russe |  |

|  | Vekta Plovdiv | 4 – 9 | Akademika Miks |  |

### Quarti - gara 3
|  | Mirinex Russe | 3 – 4 (DCR) | Nadin Sofia |  |

### Semifinali di andata
|  | SC Piccadilly Varna | 7 – 1 | Akademika Miks |  |

|  | Mladost Sofia | 7 – 5 (DCR) | Nadin Sofia |  |

### Semifinali di ritorno
|  | Akademika Miks | 0 – 2 | SC Piccadilly Varna |  |

|  | Nadin Sofia | 3 – 2 | Mladost Sofia |  |

### Finale
|  | SC Piccadilly Varna | 4 – 0 | Nadin Sofia |  |

|  | Nadin Sofia | 7 – 8 (DCR) | SC Piccadilly Varna |  |